# 皮埃尔·里埃尔·德·伯农维尔

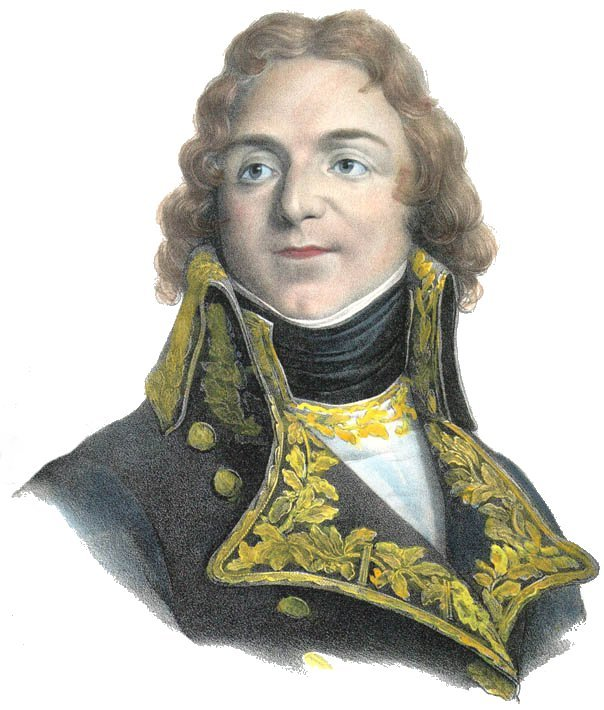
伯农维尔侯爵

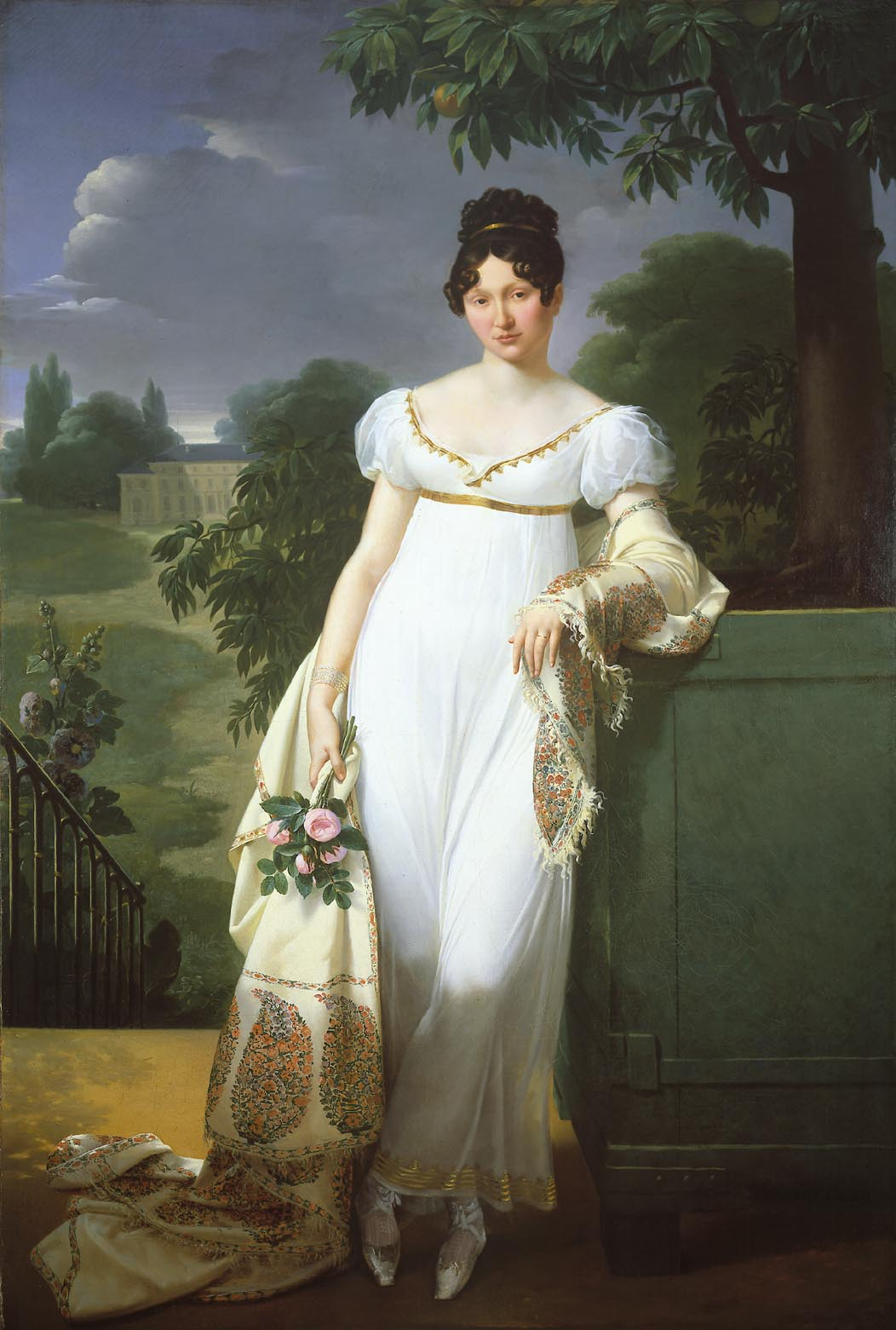
伯农维尔侯爵第二任妻子Felicite-Louise-Julie-Constance de Durfort,梅里-约瑟夫·布隆代尔油画.

皮埃尔·里埃尔，伯农维尔侯爵（Pierre Riel, marquis de Beurnonville） (1752年5月10日—1821年4月23日) 法国革命战争期间的法国将领，后被授予法国元帅。

## 生平
伯农维尔出生在法国奥布省的尚皮尼奥勒-莱蒙德维尔。
从殖民地退役后，他娶了一个富有的克里奥尔女子（居住在西印度群岛的非洲人和欧洲人的混血儿）热纳维耶芙·吉约·莱唐（Geneviève Gillot L'Étang），他返回法国后，他用钱买了一个普罗旺斯的瑞士卫队中尉的职位。
在法国大革命期间他被任命为中将，参加了瓦尔密战役和热马普战役。1793年2月任战争大臣，他公开指责他的老指挥官夏尔·弗朗索瓦·迪穆里埃，并监视他，1793年3月30日他被议会派去逮捕杜穆里埃，但反被杜穆里埃逮捕，然后被移交给奥地利人。
1795年11月他再次入役，指挥北方军团和桑布尔-默兹军团（Army of Sambre-et-Meuse），1798年被任命为英格兰军团的步兵督察（inspector of infantry），1800年和1802年任驻柏林和马德里大使。
拿破仑任命他为参议员和帝国伯爵，1814年拿破仑退位后，他担任临时政府的成员。他跟着路易十八流亡根特，路易十八第二次复位后被封为侯爵和法国元帅(1816年)。